# Anette Mortensen
Anette Mortensen (født 22. marts 1978 i Strøby Egede) er en dansk lokalpolitiker for Venstre og borgmester i Stevns Kommune efter kommunevalget i 2017.